# 20-N
Mit dem Kürzel 20-N wird als Abkürzung für den 20. November in Spanien auf zwei Daten der spanischen Geschichte Bezug genommen, mit welchen sich Beginn und Ende des franquistischen Systems umreißen lassen:
- die Hinrichtung des Anführers der spanischen faschistischen Partei Falange Española de las JONS, José Antonio Primo de Rivera, durch die republikanische Partei im Spanischen Bürgerkrieg, welche am 20. November 1936 erfolgte. Diesem Datum schloss sich auf nationalspanischer Seite die Gleichschaltung der Falange durch Francisco Franco an, welcher Primo de Rivera zum Märtyrer des Regimes erhob. Im franquistischen Spanien wurde dieser Tag jährlich als Día de Dolor, Tag des Schmerzes, feierlich begangen. Nachdem die nationalspanische Seite stets die Rechtmäßigkeit des zum Todesurteils führenden Verfahrens bestritten hatte, wurde von dieser Seite stets von der Ermordung Primo de Riveras gesprochen.
- der offizielle Todestag des spanischen Diktators Francisco Franco am 20. November 1975. An diesem Tag wurden die lebenserhaltenden Maschinen abgeschaltet, nachdem das Elektroenzephalogramm bereits seit Tagen kein Leben mehr angezeigt hatte.

Anhänger des Franquismus begehen 20-N noch heute feierlich. Ein bevorzugter Ort ist das Valle de los Caídos, die frühere Begräbnisstätte Primo de Riveras junior (bis 2023) und Francos (bis 2019).

## Quelle
- Javier Sanchez del Moral: El 20-N saca los símbolos a la calle. In: El País. 23. November 2008 (spanisch, über Zusammenstöße zwischen Anhängern und Gegnern Francos am 20. November).